# Parc national de l'Apennin lucanien-Val d'Agri-Lagonegrese
Pour les autres emplois du terme, voir Apennin (homonymie).
Le parc national de l'Apennin lucanien-Val d'Agri-Lagonegrese (italien : Parco nazionale dell'Appennino Lucano-Val d'Agri-Lagonegrese) est un parc national de l'Italie situé en Basilicate. Il se situe entre le parc national du Cilento et celui du Pollino.
Il a été créé en 2007 et il a une superficie de près de 70 000 hectares.

## Description
Le parc, l'un des plus récents en Italie, est composé de plusieurs sommets dominant la vallée du fleuve Agri (Val d'Agri). Il est couvert de forêts, de prairies et de zones cultivées. 

La faune comprend le loup, le cerf, le chevreuil, le sanglier et la loutre le long de la rivière Agri.

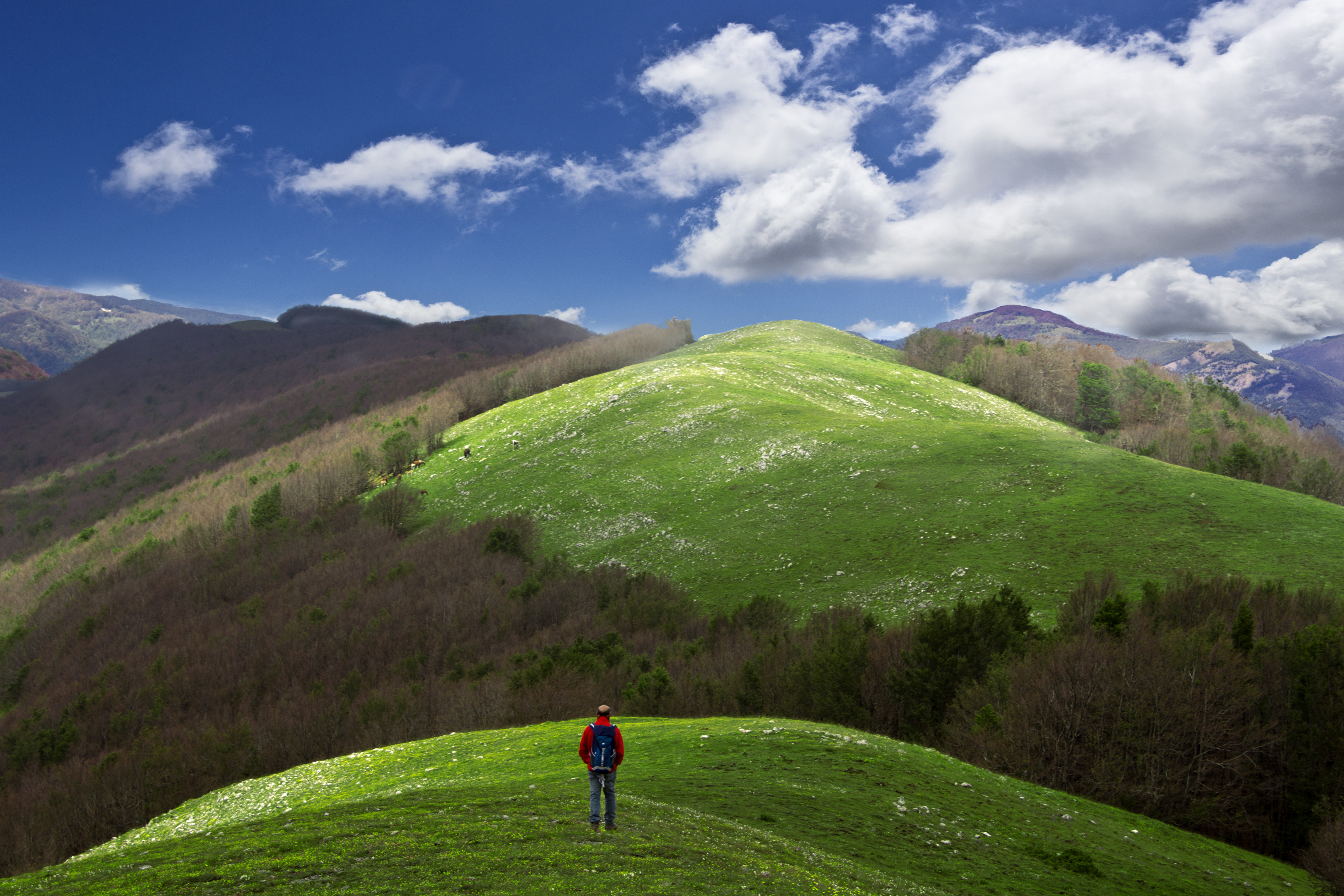
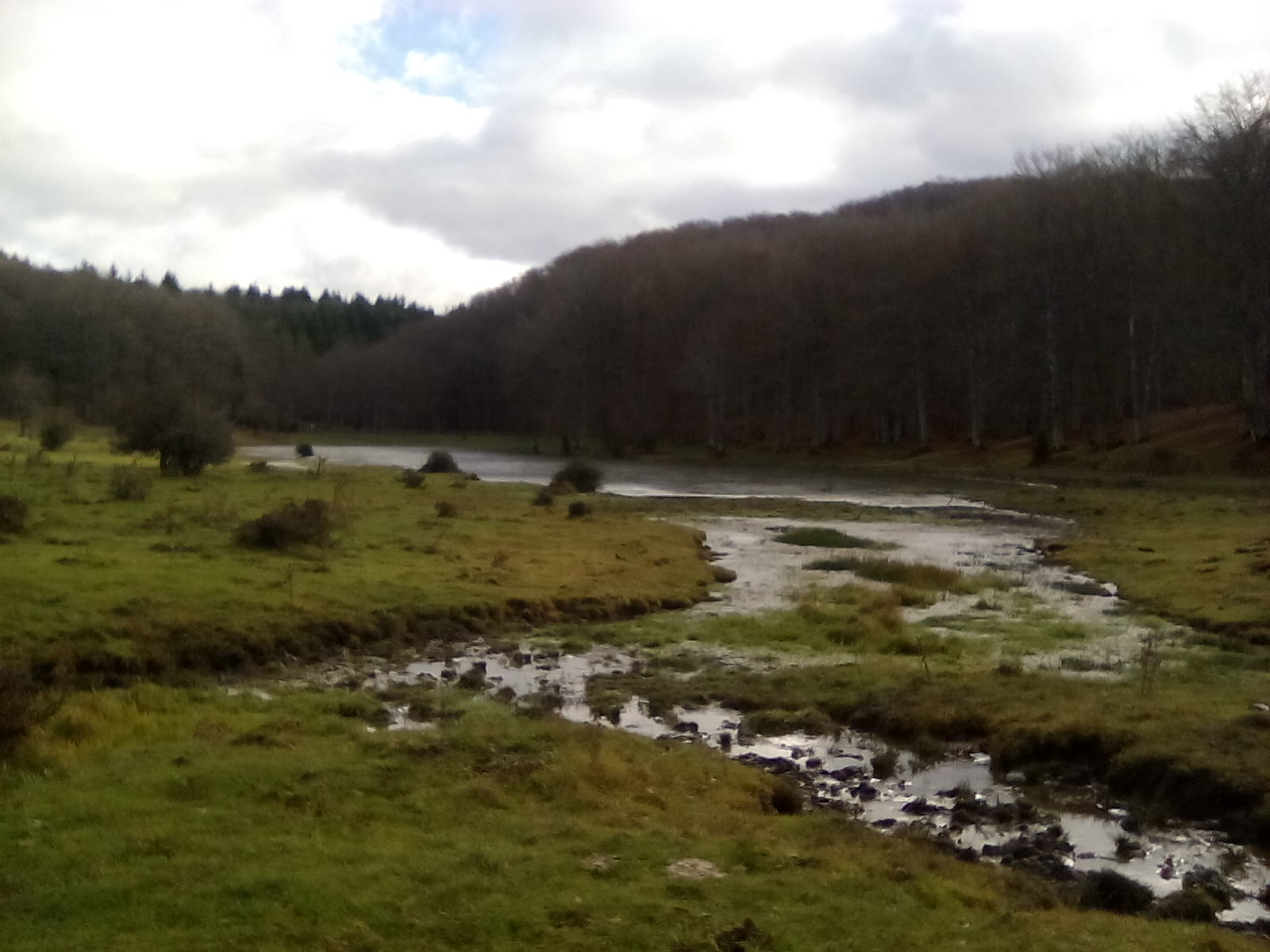
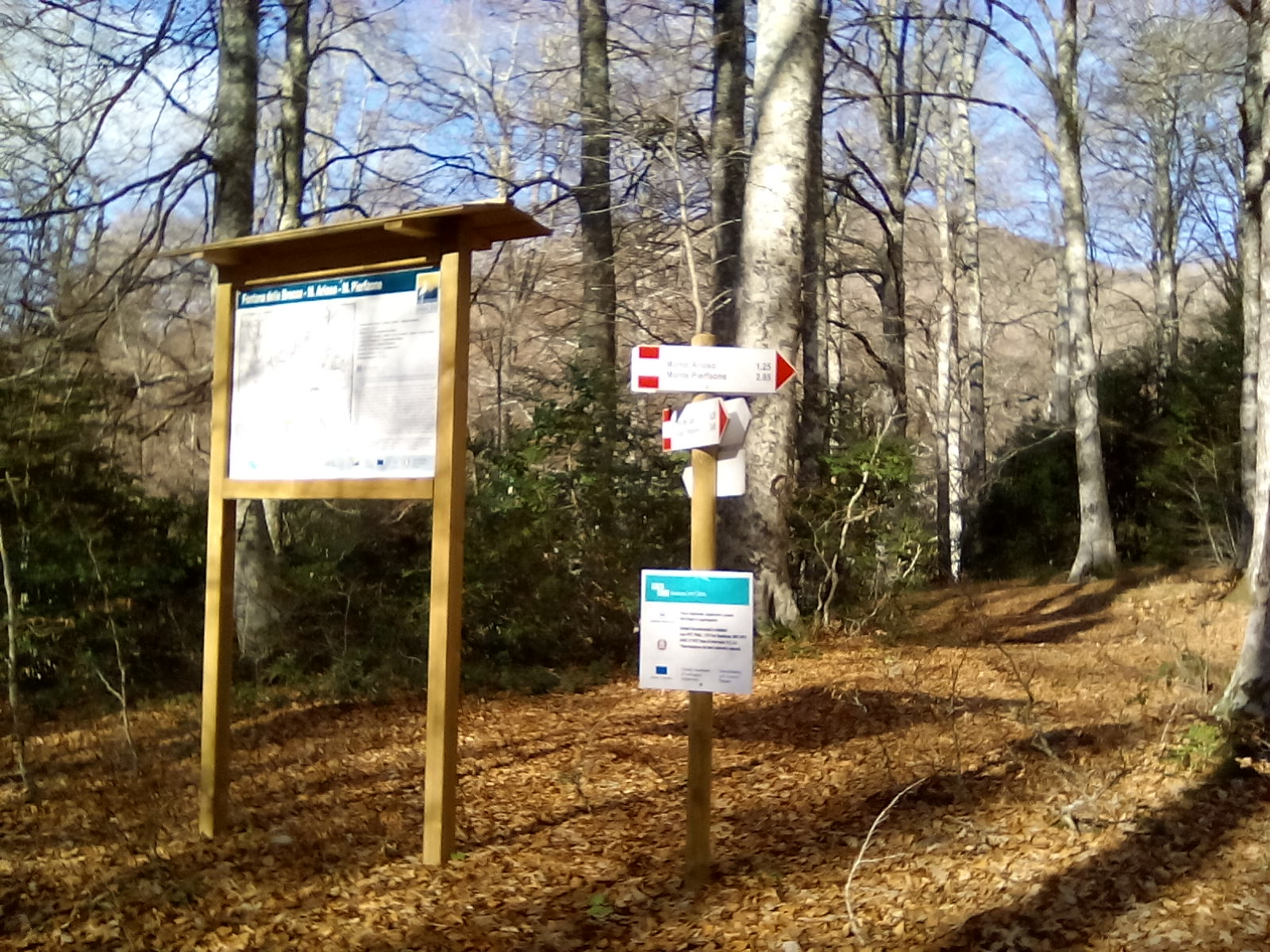
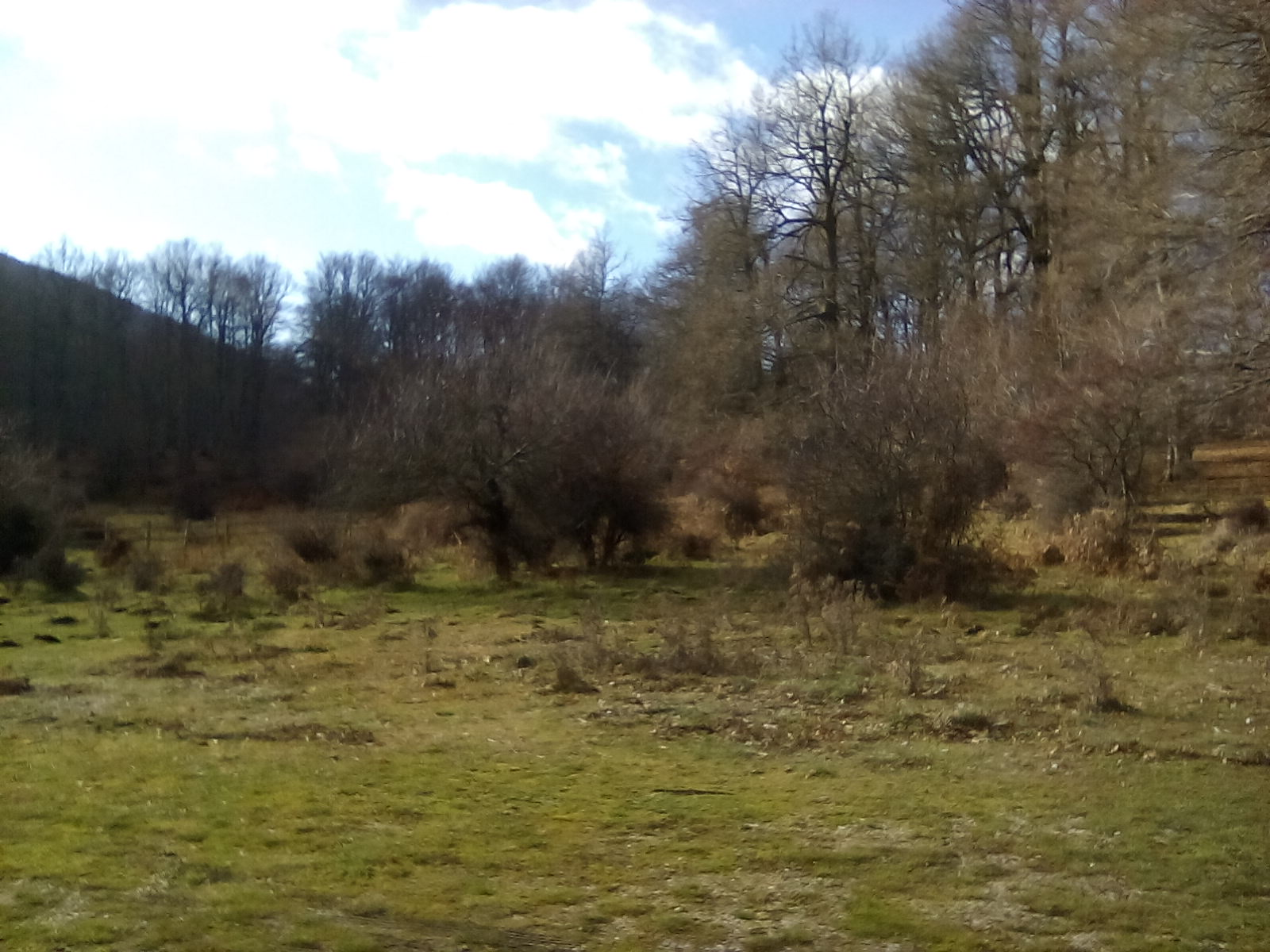